# لشکر ۲۲ بیت‌المقدس

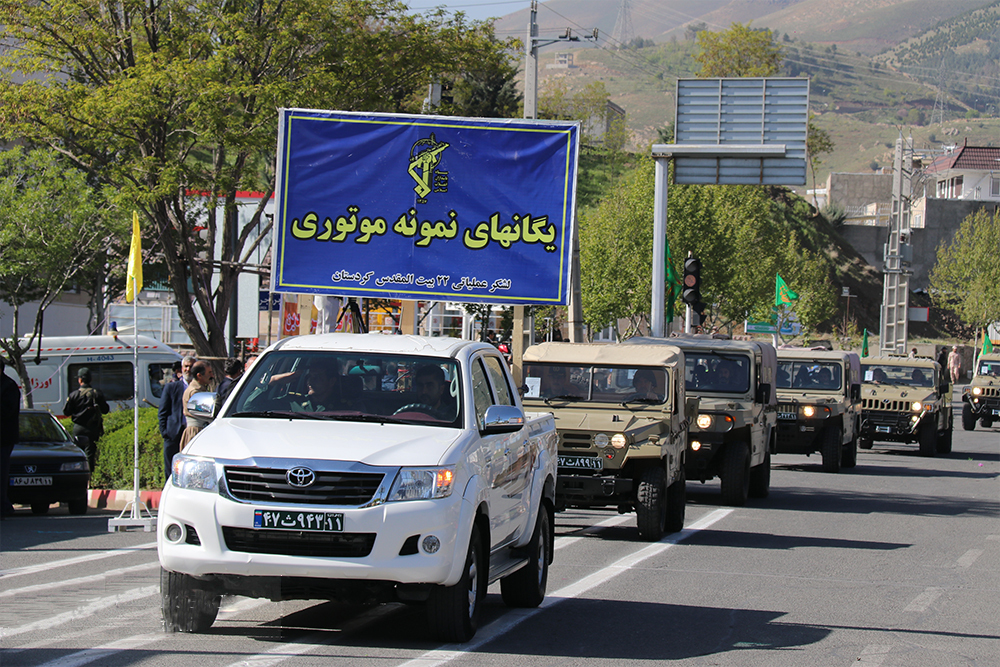
رژه یگان‌های موتوری لشکر ۲۲ بیت‌المقدس در روز ارتش، سال ۱۳۹۷، سنندج

لشکر عملیاتی ۲۲ بیت‌المقدس یا به اختصار لشکر ۲۲ بیت‌المقدس از لشکرهای پیاده نیروی زمینی سپاه پاسداران انقلاب اسلامی است، که ستاد فرماندهی آن در شهر سنندج، استان کردستان مستقر می‌باشد.
پیشینه شکل‌گیری این یگان به سال ۱۳۶۲ و تشکیل تیپ ۶۶۲ بیت‌المقدس، در خلال جنگ ایران و عراق بازمی‌گردد. این تیپ در عملیات‌های نصر ۱، کربلای ۱، کربلای ۴ و کربلای ۵، والفجر ۸، والفجر ۹ و والفجر ۱۰ به‌عنوان یگان عمل‌کننده در نبرد شرکت داشت. سازمان این یگان در سال ۱۳۷۶ از تیپ به لشکر ارتقا یافت. هم‌اکنون سرتیپ‌دوم پاسدار منصور ولی‌ئی فرماندهی لشکر ۲۲ بیت‌المقدس را برعهده دارد.